# Lisa Federle

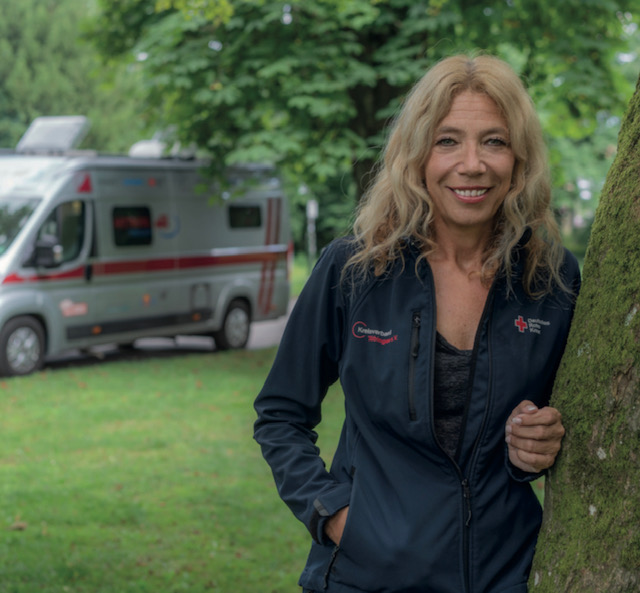
Lisa Federle vor dem durch Spenden finanzierten Tübinger Ärztemobil (2020)

Elisabeth „Lisa“ Federle (* 31. Juli 1961 in Tübingen) ist eine deutsche Ärztin und Bestsellerautorin. Sie ist Pandemiebeauftragte des Landkreises Tübingen. 2015 führte sie im Kreis Tübingen eine „rollende Arztpraxis“ zur Behandlung Geflüchteter in ihren Notunterkünften sowie von obdachlosen Menschen ein. Während der COVID-19-Pandemie 2020 wurde diese zur mobilen Fieber- und Abstrichambulanz. Mit der von ihr frühzeitig initiierten Teststrategie für den Raum Tübingen leistete sie einen entscheidenden Beitrag zum Tübinger Modell zur zielgerichteten Pandemie-Bekämpfung.

## Leben und Beruf
Lisa Federle wurde in Tübingen geboren und wuchs dort auf. Sie besuchte ab 1968 die Grundschule und ab 1972 das Wildermuth-Gymnasium in Tübingen. Nach dem Schulabbruch, noch im Teenageralter mit zwei Kindern, arbeitete sie zunächst in der Gastronomie, ohne ihren Berufswunsch, Medizinerin zu werden, aufzugeben. Erst nach der Familiengründung absolvierte sie ab 1986 das Abendgymnasium in Reutlingen und legte dort 1990 auf dem zweiten Bildungsweg das Abitur ab. Im Anschluss studierte sie an der Eberhard Karls Universität Tübingen Medizin und schloss im Alter von 37 Jahren 1998 mit einer Promotion ab.
Lisa Federle war fünf Jahre als Weiterbildungs-Assistenzärztin im Fachgebiet Anästhesiologie tätig, einschließlich einem Jahr auf der Intensivstation. Seit 2001 ist sie als Notfallmedizinerin tätig, seit 2004 als leitende Notärztin. Sie betreibt in Tübingen eine privatärztliche Hausarztpraxis.
Im Jahr 2015 entwickelte Federle für den Kreis Tübingen eine „rollende Arztpraxis“, damit Geflüchtete in ihren Notunterkünften medizinisch versorgt werden konnten. Andere bedürftige Gruppen, beispielsweise obdachlose Menschen, konnten ebenso mit diesem Arztmobil versorgt werden. In seiner Laudatio anlässlich der Verleihung des Bundesverdienstkreuzes lobte Bundespräsident Frank-Walter Steinmeier: „Die rollende Arztpraxis hat bis heute Modellcharakter. Ohne große Vorlaufzeit konnte sie bei Ausbruch der Coronapandemie mit einer mobilen Teststelle ausgestattet werden und sofort bei Pflegeeinrichtungen, deren Situation besonders schwierig war, eingesetzt werden.“
Lisa Federle ist stellvertretende Vorsitzende der Kreisärzteschaft, ehrenamtliche Präsidentin des Deutschen Roten Kreuzes in Tübingen und Pandemiebeauftragte des Landkreises.
2022 veröffentlichte sie die Autobiografie Auf krummen Wegen geradeaus. Das Buch erreichte Platz drei der Spiegel-Bestsellerliste. Auf ihrer Lese-Tournee stellte Federle ihre Autobiografie mit musikalischer Begleitung von Dieter Thomas Kuhn und Philipp Feldtkeller vor. Alternativ präsentierte sie das Buch gemeinsam mit dem Kabarettisten Bernd Kohlhepp. 2023 veröffentlichte sie ihr zweites Buch Vom Glück des Zuhörens.
Lisa Federle ist verheiratet und Mutter von vier Kindern. Sie war zwölf Jahre lang mit dem Grünen-Politiker Rezzo Schlauch liiert.

## Politik
Lisa Federle ist Mitglied der CDU und vertrat diese von 2009 bis 2014 im Tübinger Gemeinderat. Seit 2014 ist sie Kreisrätin. Bei der Kommunalwahl 2024 wurde sie in dieser Funktion bestätigt. Bei der Landtagswahl am 27. März 2011 in Baden-Württemberg kandidierte sie ebenfalls und verfehlte das Direktmandat im Landtagswahlkreis Tübingen um 21 Stimmen gegen den bündnisgrünen Kandidaten Daniel Lede Abal.
Die CDU im baden-württembergischen Landtag nominierte Lisa Federle als Wahlfrau für die Bundesversammlung, die am 13. Februar 2022 den Bundespräsidenten wählte. Im Januar 2022 lehnte sie ein Angebot der CDU ab, sie als Kandidatin für die Tübinger Oberbürgermeisterwahl im Oktober 2022 zu nominieren.

## Corona-Pandemie (seit 2020)

### Tübinger Strategie
Der Pandemieplan gegen SARS-CoV-2, über den auch in den Medien als Tübinger Modell berichtet wurde, zielte auf einen besonderen Schutz der älteren Bevölkerung, u. a. durch kostenlose Masken oder vergünstigte Taxifahrten. Ein entscheidender Bestandteil war eine umfangreiche Teststrategie, zu deren Entwicklung Federle entscheidend beigetragen hatte. Dazu gehörte die regelmäßige Durchführung präventiver Tests in Pflegeeinrichtungen und Kliniken, mit denen schon Anfang April begonnen wurde. „Als Bundesgesundheitsminister Jens Spahn solche Tests am 22. Mai 2020 ankündigte, waren im Landkreis Tübingen die 1349 Bewohner und 1441 Mitarbeiter der 29 Pflegeeinrichtungen bereits dreimal getestet.“ Außerdem war Federle beteiligt an der Einrichtung einer Drive-in-Teststation, die bereits im März 2020 ihre Arbeit aufnahm. Ende November 2020 startete eine durch Spenden und Freiwillige ermöglichte Aktion, bei der sich jeder kostenlos auf das Virus testen lassen konnte. Die Idee dahinter sei, dass niemand Weihnachten alleine feiern solle, so Federle.

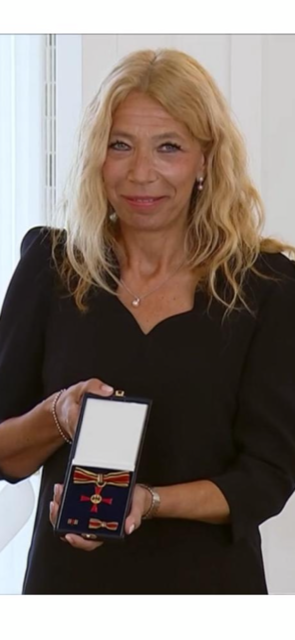
Lisa Federle mit dem Bundesverdienstkreuz

Das „Tübinger Modell“ fand große Resonanz in den Medien, die Notärztin wurde zu zahlreichen Interviews in Talkshows und überregionalen Zeitschriften eingeladen. International reichte die Berichterstattung von der BBC über das Wallstreet Journal bis nach Asien.

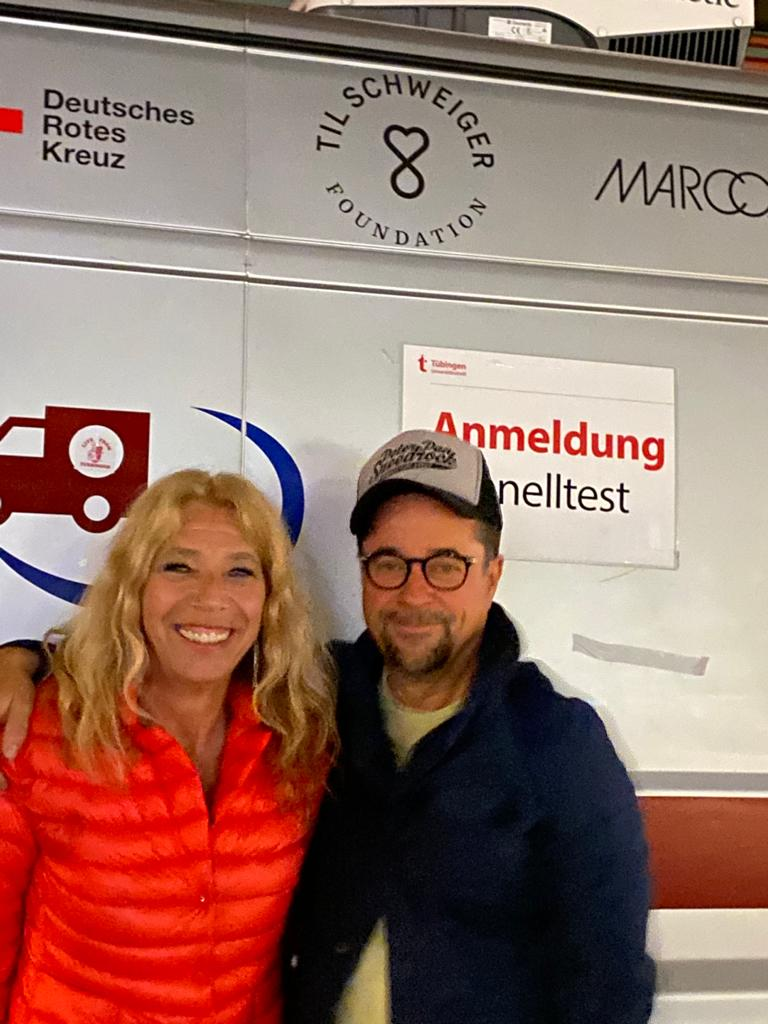
Lisa Federle und Jan Josef Liefers, die Gründer der Aktion „#bewegtEuch“

Anlässlich der Überreichung des Christa-Šerić-Geiger-Preises im März 2021, den sie für ihre Leistungen im Zusammenhang mit der Bekämpfung der Corona-Pandemie erhielt, gab sie bekannt, dass das Preisgeld in Höhe von 20.000 Euro in eine Stiftung fließen soll, die sie gemeinsam mit Sarah Hoerr, der Ehefrau des Curevac-Gründers Ingmar Hoerr, initiierte und die der Versorgung armer Länder mit dem Impfstoff gegen Covid-19 dienen sollte.
Im Oktober 2023 wurde eine wissenschaftliche Studie über die Auswirkungen des „Tübinger Wegs“ veröffentlicht.

### Initiative „#bewegtEuch“
Im Mai 2021 initiierte Lisa Federle gemeinsam mit dem Schauspieler Jan Josef Liefers und dem Fernsehmoderator Michael Antwerpes das Projekt „bewegtEuch“. Damit soll es Kindern und Jugendlichen ermöglicht werden, trotz anhaltender Einschränkungen wegen der Covid-19-Pandemie wieder Sport auch in größeren Gruppen zu treiben. Dies sollte im Rahmen eines Modellprojektes unter kontrollierten Bedingungen und mit wissenschaftlicher Begleitung erfolgen und zunächst mit Aktionen in Tübingen und Berlin starten. Das baden-württembergische Sozialministerium erteilte eine Genehmigung. Über 60 Prominente aus Sport, Kultur und Politik unterstützten die Aktion. Die Schirmherrschaft über den Verein hatte Wolfgang Schäuble übernommen. Seine Nachfolge übernahm im März 2025 der Paralympics-Sieger und Para-Kugelstoß-Weltmeister Niko Kappel.

### Kritik an mangelnder Transparenz
Nach Darstellung eines Artikels von Ulrike Mix (SWR aktuell) bemängelte Federle im Zusammenhang der RKI-Protokolle im März 2024, die Bundesregierung habe noch keine Daten vorgelegt, anhand derer man Nutzen und Risiko einer Impfung tatsächlich abschätzen könne. Entgegen der Empfehlung der STIKO empfehle sie wie die meisten ihrer Kollegen ihren Patienten in der Regel längst keine Corona-Impfung mehr. Sie äußerte „massive Zweifel“, die ihr schon im Laufe der Impfkampagne gekommen seien. Im Dezember 2021 habe sie Gesundheitsminister Lauterbach darauf hingewiesen, dass die Impfung möglicherweise Thrombosen verursachen könnte und dass es seit Einführung der Impfung eine Übersterblichkeit gegeben habe, auch unter jüngeren Menschen. Auf ihre Forderung, Daten zu dem Problem zur Verfügung zu stellen, habe Lauterbach versprochen, darüber mit dem Paul-Ehrlich-Institut zu reden, sagt Federle. Es sei jedoch nichts geschehen.
In einem weiteren Artikel von SWR aktuell äußerte sie, für sie sei nichts vorbei, es gebe Corona-Langzeitfolgen und Impfschäden. Die darunter leidenden Menschen müsse man weiterhin im Blick behalten. Sie habe während der Pandemie gemerkt, dass sie darauf hören müsse, was das Robert Koch-Institut und andere Forschungseinrichtungen sagen.

## Auszeichnungen
- 2016: Bürgermedaille der Stadt Tübingen[38]
- 2020: Bundesverdienstkreuz am Bande[39][40]
- 2021: Christa-Šerić-Geiger-Preis der Carl-Friedrich-Geiger-Stiftung[41][42]
- 2021: Henry-Dunant-Plakette des DRK-Landesverbandes von Baden-Württemberg[43]
- 2023: Barbara-Künkelin-Preis[44]
- 2025: Verdienstorden des Landes Baden-Württemberg[45]

## Veröffentlichungen
- Auf krummen Wegen geradeaus. Was mich bewegt und antreibt. Knaur Verlag, München 2022, ISBN 978-3-426-28613-5.
- Vom Glück des Zuhörens. Wie uns gute Beziehungen stark machen. Knaur Verlag, München 2023, ISBN 978-3-426-44637-9.
- Wir machen das jetzt. Bastei Lübbe Verlag, Köln 2025, ISBN 978-3-86995-155-3

## Dokumentation
- Lothar Zimmermann: Lisa Federle – Deutschlands berühmteste Notärztin (= SWR Porträt). Südwestrundfunk, 2023 (online).